# Microhyla ornata
Espèce
Synonymes
- Engystoma ornatum Duméril & Bibron, 1841
- Engystoma carnaticum Jerdon, 1853
- Engystoma malabaricum Jerdon, 1853

Statut de conservation UICN

 LC  : Préoccupation mineure
Microhyla ornata ou Microhyle orné est une espèce d'amphibiens de la famille des Microhylidae.

## Répartition et habitat
Cette espèce se rencontre au Bangladesh, au Bhoutan, en Inde, au Népal, au Pakistan et au Sri Lanka. Elle est présente jusqu'à 2 000 m d'altitude,.
Elle vit dans la forêt tropicale  mais aussi dans les rizières.

## Description
Microhyla ornata mesure de 22 à 26 mm pour les mâles et de 24 à 32 mm pour les femelles. 
Ce crapaud principalement terrestre a une peau lisse jaune ou ocre, marbrée et des bandes noires sur les flancs.
Quand le temps est froid et sec, il s'enfouit sous la terre.

## Alimentation
Ce batracien mange des insectes et des invertébrés.

## Reproduction
C'est la saison des amours à la saison des pluies. Le mâle appelle dans l'eau les femelles en gonflant ses grands sacs vocaux. La femelle pond dans l'eau de 270 à 1200 œufs qui éclosent rapidement.

## Publications originales
- Duméril & Bibron, 1841 : Erpétologie générale ou Histoire naturelle complète des reptiles, vol. 8, p. 1-792 (texte intégral).
- Jerdon, 1854 "1853" : Catalogue of Reptiles inhabiting the Peninsula of India. Journal of the Asiatic Society of Bengal, vol. 22, p. 522-534 (texte intégral).